# SV Zeilsheim
Der Sportverein 1919 Zeilsheim e.V. ist ein deutscher Sportverein mit Sitz im Stadtteil Zeilsheim der hessischen Stadt Frankfurt am Main.

## Geschichte

### Die Gründung und zwei Weltkriege (1912 – 1944)
Der Verein wurde am 7. Juni 1919 als 1. FC 1919 Zeilsheim gegründet. Zu diesem Zeitpunkt hatte er 20 Mitglieder. Damit trat er im Ort die Nachfolge des im Jahr 1912 gegründeten 1. FC Zeilsheim an, welcher jedoch nach Ausbruch des Ersten Weltkriegs bereits im Jahr 1914 wieder aufgelöst wurde. Der Spielbetrieb kam von 1925 bis 1927 auf Grund der französischen Besatzung und den damit einhergehenden Einschränkungen in der Infrastruktur zum Erliegen. Nach der Eingemeindung in die Stadt Frankfurt, ging es im Jahr 1928 weiter mit dem Spielbetrieb der Fußballabteilung und es gelang der Aufstieg in die B-Klasse. In der darauffolgenden Saison gelang dann der Aufstieg in die A-Klasse. Nach dem Ausbruch des Zweiten Weltkriegs gelang es in Zeilsheim den Spielbetrieb aufrechtzuerhalten. Im Jahr 1941 stieg der Verein gar in die Mainliga auf. Durch den Druck des nationalsozialistischen Machtapparats wurde der Fußballverein zusammen mit den anderen lokalen Sportvereinen zu einem Großverein zusammengeschlossen, der 1. FC Zeilsheim wurde dabei aus dem Vereinsregister gestrichen.

### Nachkriegszeit (1945 – 1969)
Nach dem kurzzeitigen Verbot im Anschluss an das Kriegsende durch die französischen Besatzer, konnte nun als Sportverein Zeilsheim am Ende der Saison 1947/48 die Meisterschaft in der A-Klasse Main-Taunus vor dem SV Flörsheim sichergestellt werden. Damit stieg die Mannschaft in die Bezirksliga auf, wo sie ab der Saison 1948/49 am Spielbetrieb teilnahm. Dort spielte man sieben Spielzeiten. Nach dem Abstieg aus der Bezirksklasse im Jahr 1955 gelang am Ende der Saison 1957/58 erneut die Meisterschaft in der A-Klasse. Im Jahr 1964 kam zum Verein dann die bis heute bestehende Tischtennis-Abteilung dazu. Die im Jahr 1970 gegründete Damen-Gymnastik Abteilung wiederum sollte nur bis ins Jahr 2002 existieren.

### Fußball auf Kreisebene (1970 – 1998)
Anfang der 1970er Jahre gelang den Fußballern dann immer wieder die Meisterschaft und in Verbindung damit auch der Aufstieg in die Bezirksliga. Zum Verein stieß im Jahr 1973 zudem noch der Boule-Club 1968. Dieser trug in den kommenden Jahren des Öfteren Nationale Meisterschaften und Europameisterschaften aus, die Abteilung existiert heutzutage allerdings nicht mehr. Die Fußballer stiegen 1974 wieder in die A-Klasse ab. Im Jahr 1980 folgte darauf dann auch noch der Abstieg in die B-Klasse. Nach dieser sportlichen Talfahrt in den 1980er Jahren gelang 1992 wieder der Aufstieg in die Bezirksklasse, ein Jahr später ging es jedoch erst einmal direkt wieder nach unten. Im Jahr 1997 gelang erneut die Meisterschaft in der A-Klasse und die damit verbundene Rückkehr in die Bezirksklasse.

### Fahrstuhlmannschaft und Oberligaaufstieg (1999 – Gegenwart)
Zwei Jahre später, in der Saison 1998/99, gewann der SV Zeilsheim die Meisterschaft in der Bezirksliga, somit gelang der Aufstieg in die Bezirksoberliga. In der Spielzeit 2000/01 wurde der Verein dann Meister der Bezirksoberliga, damit stieg die Mannschaft in die fünftklassige Landesliga auf. Dort konnte die Klasse dann zweimal gehalten werde, die Saison 2003/04 wurde jedoch mit nur 32 Punkten auf dem 14. Platz beendet, weshalb die Mannschaft wieder in die Bezirksoberliga abstieg. In der Spielzeit 2005/06 gelang dann in der Bezirksoberliga Wiesbaden mit 71 Punkten wieder die Meisterschaft und somit der Wiederaufstieg in die Landesliga, die zur Saison 2008/09 in Verbandsliga umbenannt wurde. In der Saison 2010/11 reichte es hier dann nur noch für den 15. Platz, womit der Verein an der Abstiegsrelegation teilnehmen musste. Dort konnte man sich nicht durchsetzen und landete mit nur einem Punkt auf dem letzten Platz. Damit ging es zur Folgesaison zurück in die mittlerweile Gruppenliga heißende Spielklasse.
Am Ende der Saison 2014/15 erreichte der SV Zeilsheim den zweiten Platz der Gruppenliga vor der TSG Wörsdorf. Dies berechtigte zur Teilnahme an der Aufstiegsrunde zur Verbandsliga, in welcher man sich jedoch Sportfreunde Blau-Gelb Marburg geschlagen geben musste. In der darauffolgenden Spielzeit gelang mit 84 Punkten jedoch direkt die Meisterschaft, womit die Rückkehr in die Verbandsliga perfekt war. Am Ende der Saison 2016/17 gelang mit dem zweiten Platz dann sogar erstmals die Teilnahme an der Aufstiegsrunde um den Aufstieg zur Hessenliga. Hier verpasste man am Ende jedoch mit vier Punkten aufgrund des schlechteren Torverhältnisses hinter der SpVgg. 03 Neu-Isenburg den Aufstieg. In den darauffolgenden Saisons spielte der Verein in der Verbandsliga immer oben mit. Nach der bedingt durch die COVID-19-Pandemie abgebrochenen Spielzeit 2019/20 landete die Mannschaft durch Anwendung der Quotientenregel mit 2,00 Punkten auf dem ersten Platz und konnte damit die Meisterschaft und den erstmaligen Aufstieg zur Saison 2020/21 in die Hessenliga feiern.

## Persönlichkeiten
- Thomas Zampach (* 1969), Trainer von 2012 bis 2013
- Sascha Amstätter (* 1977), Trainer von 2016 bis 2021

## Trivia
Zeilsheim spielt in der Verbandsliga Mitte, Staffel Wiesbaden, obwohl die Verbandsliga Süd eine eigene Staffel für den Raum Frankfurt vorsieht. Dies ist in der Historie begründet, nach der die westlichen Stadtteile erst vor rund 100 Jahren Bezug zu Frankfurt nahmen und vorher als Teil des Kreises Höchst in Nassau traditionell mit der Taunusregion verbunden waren. Das hat zur Folge, dass Auswärtsfahrten oft wesentlich größere Entfernungen haben. So spielt man in der Saison 22/23 u. a. gegen den über 100 km entfernten FC Ederbergland. Auch in der eigenen Staffel Wiesbaden sind die Wege zum FC Dorndorf (58 km) oder zum FC Waldbrunn (55 km) außergewöhnlich weit. Diese Kuriosität betrifft neben Zeilsheim auch Sindlingen, Schwanheim, Unterliederbach, Höchst, Nied, Griesheim und Sossenheim, die sich in den unteren Ligen allesamt mit Mannschaften aus dem Kreis Limburg-Weilburg, Main-Taunus-Kreis, Rheingau-Taunus-Kreis und Wiesbaden messen. Direkte Duelle im Ligabetrieb gegen Vereine aus anderen Frankfurter Stadtteilen sind damit erst ab der Hessenliga aufwärts möglich. Abzulesen ist diese Eigenart im Übrigen auch an den Postleitzahlen (65xxx, ebenso wie Wiesbaden und Westhessen), während der Rest Frankfurts 60xxx hat.